# Kay Purcell
Kay Purcell (ur. 6 grudnia 1963 w Leyland, zm. 23 grudnia 2020) – brytyjska aktorka.

## Kariera
Pierwszą rolą Purcell była rola reporterki telewizyjnej w serialu Cracker w 1995 roku. Później zagrała w Coronation Street jako Rhona Summers w 3 odcinkach w 1997 roku. Wystąpiła jako Jenny w serialu City Central. W 1998 i 2000 roku zagrała w serialu BBC One Na sygnale. Później w 2000 roku zagrała w serialu Children's Ward jako Winsome. Jej pierwszą główną rolą była Cynthia Daggert w Emmerdale. Zagrała w 187 odcinkach w latach 2001–2002. Jej następna główna rola była w Bernard's Watch w latach 2004–2005, jako Ms. Savage w 21 odcinkach. Purcell grała powracającą rolę w filmie BBC Waterloo Road jako mama Candice Smilie Boltona Smiliego w latach 2007–2009. Zagrała rolę Giny Conway w Tracy Beaker Returns w trzech seriach, a także w pierwszej serii spin-offu The Dumping Ground, jej odejście było niewyjaśnione w późniejszych odcinkach, chociaż główna scenarzystka Elly Brewer stwierdziła, że Gina odeszła, aby mieć więcej pieniędzy na opłacenie swojej matki, która ma demencję. W 2002 roku Purcell wzięła udział w programie Celebrity Fit Club, gdzie wraz z innymi celebrytami chudła na cele charytatywne.

## Życie prywatne
Na początku 2017 roku u Purcell zdiagnozowano raka piersi. Purcell opublikowała zdjęcia, filmy i blogi w mediach społecznościowych, aby pokazać własne doświadczenia związane z chorobą. Na początku 2020 roku u Purcell zdiagnozowano terminalnego raka wątroby i przewidywano jej oczekiwaną długość życia na dwa lata. Zmarła na tę chorobę 23 grudnia 2020 roku w  wieku 57 lat.